# Megachile atrella
Megachile atrella är en biart som beskrevs av Cockerell 1906. Megachile atrella ingår i släktet tapetserarbin, och familjen buksamlarbin. Inga underarter finns listade i Catalogue of Life.